# الغيل العلي (حالمين)

تعديل مصدري - تعديل

الغيل العلي هي إحدى قرى عزلة حبيل الريدة بمديرية حالمين التابعة لمحافظة لحج، بلغ تعداد سكانها 120 نسمة حسب تعداد اليمن لعام 2004.